# Piper centurense
Piper centurense är en pepparväxtart som beskrevs av Trel. & Yunck.. Piper centurense ingår i släktet Piper och familjen pepparväxter. Inga underarter finns listade i Catalogue of Life.